# Blue Jeans (canción)
«Blue Jeans» es una canción de la cantante estadounidense Lana Del Rey, que figura en su segundo álbum de estudio, titulado Born to Die (2012). Fue compuesta por Del Rey, Heath y Dan Emile Haynie, siendo producido por este último. Su edición como tercer sencillo del álbum tuvo lugar en 8 de abril de 2012 por Interscope y Polydor Records. Se trata de una gama de géneros pop, indie pop e hip hop. Líricamente, ésta habla de una relación complicada, lo que resulta en pérdidas pero que trasciende la existencia terrenal.
La crítica después del lanzamiento de la canción fueron en general positivas, donde el coro y el ritmo potente de hip hop fueron alabados. La banda tuvo un resultado moderado en las listas de éxitos, llegando a la clasificación sexta y cuarta en las listas regionales de Valonia y Flandes en Bélgica, respectivamente. La canción también alcanzó la décima posición de Israel en las listas de Media Forest. En Estados Unidos la canción ocupó la posición 41 en la lista Rock Songs de Billboard .
Para la promoción de la canción fueron liberados tres vídeos musicales: uno producido por el Del Rey; dirigido por Yoann Lemoine, otro y el último era una versión con la voz y la guitarra acústica. La canción fue presentada por primera vez en el primer episodio de la serie de televisión Ringer. 
La versión de Blue Jeans en remix de (Kris Menace) tuvo un éxito sin precedentes llegando a ocupar puestos de gran importancia en clubes y discotecas bailables de música trance y dance en el mundo además de que sin duda le dio más popularidad a la canción que logró tener gran aceptación en radios en Europa, Oceanía y Asia.

## Antecedentes y composición
Originalmente sacado como un doble lado A con su canción debut, «Video Games», también se ponen como un lado B de la canción principal y segundo sencillo, «Born to Die». Más tarde fue lanzado como el tercer sencillo oficial de Born to Die. Remixes oficiales de «Blue Jeans» incluyen los de D/R/U/G/S, Blood Orange, Kris Menace y RAC.
En la moda pop de cámara, Del Rey canta: «Love is mean and love hurts/ But I still remember that day we met in December,» (En español: «El amor es cruel y el amor duele/ Pero todavía recuerdo aquel día que nos conocimos en diciembre,») más de un rasgueo de guitarra brumosa. Instrumentos de cuerda de baja fidelidad se elevan sobre el estribillo, como cinturones Del Rey: «I will love you till the end of time». (En español: «Te amaré hasta el fin de los tiempos») Durante un ataque de PDA con su novio de ficción, Del Rey canta: «You went out every night/ And baby, that's alright/ I told you that no matter what you did I'd be by your side». (En español: «Salías cada noche/ y nene, eso está bien/ te dije que no importaba lo que hicieras, estaría a tu lado».) La canción está influenciada por el hip hop y tiene un ritmo minimalista que recuerda a las canciones de Timbaland. Líneas como «I grew up on hip hop». (En español: "yo crecí en el hip hop") confirman la afirmación.

## Recepción de la crítica

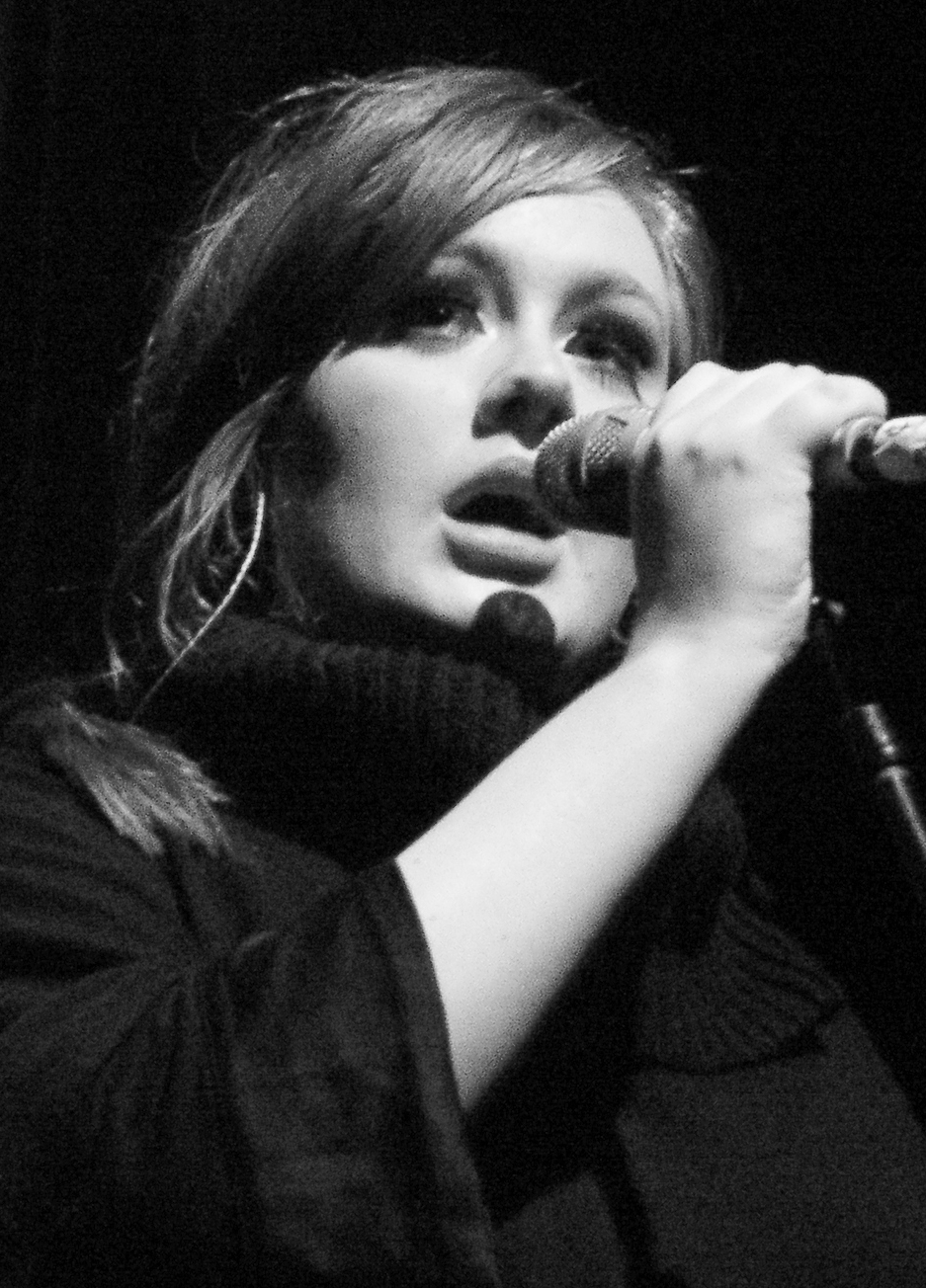
John Murphy de Music OMH afirmó que «Blue Jeans», junto con «Video Games» son similares a las canciones de la cantante Adele.

«Blue Jeans» recibió elogios por parte de los críticos de música contemporánea. En su reseña del álbum Born to Die, Sal Cinquemani de Slant Magazine dijo que los sencillos «Video Games», «Blue Jeans» y «Born to Die» fueron algunos de los mejores temas del año, y señaló: «es sólo enero». 12 también habló de la interpretación vocal de Del Rey: «Lleva un efecto impresionante y espectacular en la canción, en lo que parece ser un soplo débil». Lindsay Zoladz, la publicación de música Pitchfork Media, dijo que la política sexual de Born to Die estaba muy molesto: «Usted tendría dificultades para encontrar cualquier canción en la que del Rey revela un interior o figura como algo más complejo que un cono de helado que se pasó la lengua como objeto de deseo de los hombres». También dijo que un verso de «Blue Jeans» resume el 65% del contenido de las letras de álbum.
Billy Hepfinger, la revista PopMatters dijo que la canción es «meramente audible». Por otra parte, John Murphy, la revista online MusicOMH.com señaló que a pesar de sufrir con «el estilo en todas partes» de la cantante británica Adele, «'Video Games' y 'Blue Jeans' todavía suena hermoso, suenan como las más tristes canciones de amor jamás escritas», en cuanto a Luke Larsen, Paste Magazine de las dos canciones son pegadizas, oscuramente cinematográfica y maravillosamente escritas. Gazelle Emani de The Huffington Post señaló que la canción era fiel a la fórmula musical del cantante de la nostalgia y el realismo, combinado con letras y malicioso profundas. Robert Copsey de Digital Spy escribió que pensaba que un mal rendimiento en Saturday Night Live, que atribuyó la canción cuatro estrellas cinco.

## Presentaciones en vivo y uso de los medios
El 14 de enero de 2012 Del Rey interpretó la canción del programa nocturno estadounidense en vivo de comedia de televisión y programa de variedades Saturday Night Live. La actuación recibió una fuerte reacción de los medios, muchos escrutinio llamando al potencial de Del Rey como artista. Más tarde fue defendida por Daniel Radcliffe e intérprete de SNL, Kristen Wiig, que más tarde protegida Del Rey realizando como ella en un sketch.
También se llevó a cabo en Le Grand Journal en Francia, el 30 de enero. El 13 de abril de 2012, Del Rey realizó la canción en talk show italiano Le invasioni barbariche de La7. El 28 de abril de 2012, Del Rey realizó la pista en la primera serie de The Voice UK - con el rendimiento a transmitirse el día siguiente en la BBC One.
La canción fue utilizada en Ringer en la primera temporada del episodio «It's Easy to Cry When This Much Cash Is Involved». Es la segunda vez que una canción de Del Rey se utilizó en la serie, la primera fue «Video Games». También se utiliza en un comercial de Nespresso. También se encuentra en un comercial de University of Phoenix.

## Vídeo musical
El primer video fue subido a su cuenta de YouTube, el 9 de septiembre de 2011. Al igual que en el video de su sencillo «Video Games», que reunió fragmentos de archivos a través de Internet y filmó a sí misma frente a su webcam. La primera escena del video de producción propia contiene un fragmento de Lawrence Ferlinghetti leyendo Padre nuestro de la película, The Last Waltz.
Un nuevo vídeo musical oficial fue dirigido por Yoann Lemoine, quien dirigiera el video para el sencillo anterior «Born to Die». Bradley Soileau juega el interés amoroso de Del Rey en el video tal como lo hizo en el video musical de «Born to Die». Filmada a principios de marzo de 2012, y puesto en libertad el 19 de marzo, el vídeo contiene elementos del cine negro y está rodada íntegramente en blanco y negro. El video se comparó con baladas asesinato de Nick Cave y la discografía de Chris Isaak. Situada junto al lado de la piscina de una casa de Hollywood en 1950, Del Rey y Soileau reúnen para una trágica historia de amor. Acompañado de cámara lenta y melancólica escenas de fumar, hay un posible ahogamiento y la aparición de un cocodrilo.
Un tercer vídeo titulado «Blue Jeans (Live At The Premises)» fue filmado y publicado en línea. En el mismo, Del Rey se sitúa ante un micrófono en una habitación sosa, acompañados de un guitarrista eléctrico. La escritora de The Huffington Post, Mallika Rao, comentó sobre el desempeño de Del Rey en el video, «Her voice is still surprisingly deep. She still catches it in her throat in studied vulnerability. Her lashes are still thick as wings, her lips still enormous. The implicit reference to Nancy Sinatra and her ancestral line of gloomy jazz, which fans find exciting, and critics call derivative, is still at work». (en español: «Su voz sigue siendo sorprendentemente profunda. Todavía atrapa en la garganta de la vulnerabilidad estudiados. Sus pestañas siguen siendo gruesas como las alas, sus labios todavía enormes. La referencia implícita a Nancy Sinatra y su línea ancestral del jazz melancólico, que los aficionados encuentran emocionante y los críticos llaman derivados, se encuentra todavía en el trabajo».)

## Lista de canciones
| Remixes EP 1 - Europe, UK and Brazil 1. «Blue Jeans» (Remastered) - 3:30 2. «Blue Jeans» (Gesaffelstein Remix) - 4:35 3. «Blue Jeans» (Odd Future's the Internet Mix) - 4:00 4. «Blue Jeans» (Blood Orange Remix) - 3:31 Remixes EP 2 - US, Canada, Europe, Australia, New Zealand and Brazil 1. «Blue Jeans» (con Azealia Banks) (Smims & Belle Remix) - 3:01 2. «Blue Jeans» (Gesaffelstein Remix) - 4:35 3. «Blue Jeans» (RAC Mix) - 3:38 4. «Blue Jeans» (Club Clique's Nothing Is Real Remix) - 4:11 5. «Blue Jeans» (Kris Menace Remix) - 6:41 6. «Blue Jeans» (Penguin Prison Remix) - 5:36 | Picture Vinyl 1. «Blue Jeans» 2. «Carmen» Promo CD 1. «Blue Jeans» (Radio edit) 2. «Blue Jeans» (Album version) French Card Sleeve Single CD 1. «Blue Jeans» (Album version) 2. «Blue Jeans» (Club Clique's Nothing Is Real Remix) 3. «Blue Jeans» (feat. Azealia Banks) (Smims & Belle Remix) 4. «Blue Jeans» (Gesaffelstein Remix) 5. «Blue Jeans» (Odd Future's the Internet Mix) 6. «Blue Jeans» (Kris Menace Remix) 7. «Blue Jeans» (Penguin Prison Remix) 8. «Blue Jeans» (RAC Mix) 9. «Blue Jeans» (Blood Orange Remix) Blue Jeans Omid 16B Remixes 1. Blue Jeans (Omid 16B Remix) 2. Blue Jeans (Omid 16B Dub) 3. Blue Jeans (Omid 16B Club Mix) 4. Blue Jeans (Omid 16B Club Reprise) 5. Video Games (Omid 16B Remix) 6. Video Games (Omid 16B Instrumental Mix) 7. Video Games (Omid 16B Instrumental) Live version 1. «Blue Jeans (Live)» from the album BBC Radio 1's Live Lounge -- 2012 |

## Créditos y personal
- Vocales – Lana Del Rey
- Productores – Emile Haynie
- Letras – Lana Del Rey, Emile Haynie, Dan Heath
- Vocales adicionales (solo remix)- Azealia Banks

## Posicionamiento en listas
| Listas (2011/12)                            | Mejor posición |
| ------------------------------------------- | -------------- |
| Bélgica (Flandes) (Ultratip Bubbling Under) | 6              |
| Bélgica (Valonia) (Ultratip Bubbling Under) | 4              |
| Brasil Billboard Hot 100 Airplay            | 94             |
| Brasil Billboard Hot Pop Songs              | 60             |
| Croacia (ARC top 40)                        | 51             |
| Francia (SNEP)                              | 16             |
| Grecia (Greece Digital Songs)               | 8              |
| Israel (Media Forest)                       | 10             |
| Italia (FIMI)                               | 49             |
| Suiza (Schweizer Hitparade)                 | 39             |
| Reino Unido (UK Singles Chart)              | 32             |
| Estados Unidos Rock Songs (Billboard)       | 41             |
| Estados Unidos (Rock Digital Songs)         | 41             |

## Historial de lanzamientos
| País                                                                            | Fecha               | Formato                     |
| ------------------------------------------------------------------------------- | ------------------- | --------------------------- |
| Mundial (excluyendo Alemania, Austria, Estados Unidos y Canadá)[cita requerida] | 8 de abril de 2012  | 4-track Digital Remixes EP  |
| Reino Unido                                                                     | 9 de abril de 2012  | 7" Vinyl                    |
| Estados Unidos                                                                  | 1 de mayo de 2012   | 6- track Digital Remixes EP |
| Canadá                                                                          | 1 de mayo de 2012   | 6- track Digital Remixes EP |
| Suecia                                                                          | 1 de mayo de 2012   | 6- track Digital Remixes EP |
| España                                                                          | 1 de mayo de 2012   | 6- track Digital Remixes EP |
| Portugal                                                                        | 1 de mayo de 2012   | 6- track Digital Remixes EP |
| Nueva Zelanda                                                                   | 1 de mayo de 2012   | 6- track Digital Remixes EP |
| Países Bajos                                                                    | 1 de mayo de 2012   | 6- track Digital Remixes EP |
| Luxemburgo                                                                      | 1 de mayo de 2012   | 6- track Digital Remixes EP |
| Japón                                                                           | 1 de mayo de 2012   | 6- track Digital Remixes EP |
| Grecia                                                                          | 1 de mayo de 2012   | 6- track Digital Remixes EP |
| Finlandia                                                                       | 1 de mayo de 2012   | 6- track Digital Remixes EP |
| Bélgica                                                                         | 1 de mayo de 2012   | 6- track Digital Remixes EP |
| Australia                                                                       | 1 de mayo de 2012   | 6- track Digital Remixes EP |
| Francia                                                                         | 1 de mayo de 2012   | 6- track Digital Remixes EP |
| Brasil                                                                          | 1 de mayo de 2012   | 6- track Digital Remixes EP |
| Estados Unidos                                                                  | 21 de mayo de 2012  | Triple A radio              |
| Francia                                                                         | 23 de julio de 2012 | Sencillo en CD              |